# (2252) CERGA
(2252) CERGA (1978 VT; 1949 YX; 1950 BR; 1961 VO; 1969 QU; 1969 RF1; 1971 BV1; 1974 YD; 1975 AA1; 1976 GB5) ist ein Asteroid des mittleren Hauptgürtels, der am 1. November 1978 vom japanischen Astronomen Kōichirō Tomita am Observatoire de Calern nördlich von Grasse in Frankreich (IAU-Code 010) entdeckt wurde. Der Asteroid gehört zur Astraea-Familie, einer Gruppe von Asteroiden, die nach (5) Astraea benannt sind.

## Benennung
(2252) CERGA wurde nach dem Centre d’Etudes et de Recherches Géodynamiques et Astronomiques (CERGA) benannt, das das Observatoire de Calern betreibt, auf dem der Asteroid (2252) CERGA entdeckt worden war.